# Indische Badmintonmeisterschaft 1939/40
Die Indische Badmintonmeisterschaft der Saison 1939/40 fand in Lahore statt. Es war die sechste Austragung der nationalen Titelkämpfe im Badminton in Indien. 	

## Titelträger
| Disziplin    | Sieger                |
| ------------ | --------------------- |
| Herreneinzel | George Lewis          |
| Dameneinzel  | Easdon                |
| Herrendoppel | Harmarain Sahur Ahmed |
| Damendoppel  | Easdon Holloway       |
| Mixed        | Kartar Singh Easdon   |